# French Open 2012
Die 111. French Open fanden vom 27. Mai bis zum 11. Juni 2012 in Paris im Stade Roland Garros statt.
Titelverteidiger im Einzel waren Rafael Nadal bei den Herren sowie Li Na bei den Damen. Im Herrendoppel waren Maks Mirny und Daniel Nestor, im Damendoppel Andrea Hlaváčková und Lucie Hradecká die Titelverteidiger. Casey Dellacqua und Scott Lipsky waren die Titelverteidiger im Mixed.
Nadal verteidigte erfolgreich seinen Titel im Finale gegen Novak Đoković und wurde damit alleiniger Rekordsieger in Roland Garros. Marija Scharapowa krönte ihre Karriere mit dem Sieg der French Open und dem damit verbundenen Karriere-Grand-Slam. Im Herrendoppel konnten wie im Vorjahr Mirny und Nestor gewinnen, bei den Damen feierten Sara Errani und Roberta Vinci ihren ersten Grand-Slam-Titel. Im Mixed konnten die Inder Sania Mirza und Mahesh Bhupathi die Konkurrenz hinter sich lassen.
Erwähnenswert ist außerdem der Halbfinaleinzug von Antonia Lottner und der Turniersieg von Annika Beck im Juniorinnen-Feld.

## Herreneinzel
Setzliste
| Nr. | Spieler               | Erreichte Runde |
| --- | --------------------- | --------------- |
| 01. | Novak Đoković         | Finale          |
| 02. | Rafael Nadal          | Sieg            |
| 03. | Roger Federer         | Halbfinale      |
| 04. | Andy Murray           | Viertelfinale   |
| 05. | Jo-Wilfried Tsonga    | Viertelfinale   |
| 06. | David Ferrer          | Halbfinale      |
| 07. | Tomáš Berdych         | Achtelfinale    |
| 08. | Janko Tipsarević      | Achtelfinale    |
| 09. | Juan Martín del Potro | Viertelfinale   |
| 10. | John Isner            | 2. Runde        |
| 11. | Gilles Simon          | 3. Runde        |
| 12. | Nicolás Almagro       | Viertelfinale   |
| 13. | Juan Mónaco           | Achtelfinale    |
| 14. | Fernando Verdasco     | 3. Runde        |
| 15. | Feliciano López       | 1. Runde        |
| 16. | Oleksandr Dolhopolow  | 1. Runde        |

| Nr. | Spieler               | Erreichte Runde |
| --- | --------------------- | --------------- |
| 17. | Richard Gasquet       | Achtelfinale    |
| 18. | Stanislas Wawrinka    | Achtelfinale    |
| 19. | Milos Raonic          | 3. Runde        |
| 20. | Marcel Granollers     | Achtelfinale    |
| 21. | Marin Čilić           | 3. Runde        |
| 22. | Andreas Seppi         | Achtelfinale    |
| 23. | Radek Štěpánek        | 1. Runde        |
| 24. | Philipp Kohlschreiber | 2. Runde        |
| 25. | Bernard Tomic         | 2. Runde        |
| 26. | Andy Roddick          | 1. Runde        |
| 27. | Michail Juschny       | 3. Runde        |
| 28. | Viktor Troicki        | 2. Runde        |
| 29. | Julien Benneteau      | 3. Runde        |
| 30. | Jürgen Melzer         | 1. Runde        |
| 31. | Kevin Anderson        | 3. Runde        |
| 32. | Florian Mayer         | 2. Runde        |

## Dameneinzel
Setzliste
| Nr. | Spielerin           | Erreichte Runde |
| --- | ------------------- | --------------- |
| 01. | Wiktoryja Asaranka  | Achtelfinale    |
| 02. | Marija Scharapowa   | Sieg            |
| 03. | Agnieszka Radwańska | 3. Runde        |
| 04. | Petra Kvitová       | Halbfinale      |
| 05. | Serena Williams     | 1. Runde        |
| 06. | Samantha Stosur     | Halbfinale      |
| 07. | Li Na               | Achtelfinale    |
| 08. | Marion Bartoli      | 2. Runde        |
| 09. | Caroline Wozniacki  | 3. Runde        |
| 10. | Angelique Kerber    | Viertelfinale   |
| 11. | Wera Swonarjowa     | Rückzug         |
| 12. | Sabine Lisicki      | 1. Runde        |
| 13. | Ana Ivanović        | 3. Runde        |
| 14. | Francesca Schiavone | 3. Runde        |
| 15. | Dominika Cibulková  | Viertelfinale   |
| 16. | Marija Kirilenko    | 2. Runde        |

| Nr. | Spielerin                    | Erreichte Runde |
| --- | ---------------------------- | --------------- |
| 17. | Roberta Vinci                | 1. Runde        |
| 18. | Flavia Pennetta              | 3. Runde        |
| 19. | Jelena Janković              | 2. Runde        |
| 20. | Lucie Šafářová               | 2. Runde        |
| 21. | Sara Errani                  | Finale          |
| 22. | Anastassija Pawljutschenkowa | 3. Runde        |
| 23. | Kaia Kanepi                  | Viertelfinale   |
| 24. | Petra Cetkovská              | 2. Runde        |
| 25. | Julia Görges                 | 3. Runde        |
| 26. | Swetlana Kusnezowa           | Achtelfinale    |
| 27. | Nadja Petrowa                | 3. Runde        |
| 28. | Peng Shuai                   | 3. Runde        |
| 29. | Anabel Medina Garrigues      | 3. Runde        |
| 30. | Mona Barthel                 | 1. Runde        |
| 31. | Zheng Jie                    | 2. Runde        |
| 32. | Monica Niculescu             | 1. Runde        |

Folgende Spielerinnen wären nach ihrer Weltranglistenposition gesetzt gewesen, mussten aber verletzungsbedingt absagen:
- Andrea Petković: doppelter Bänderriss[1]
- Daniela Hantuchová: Stressfraktur[2]

## Herrendoppel
Setzliste
| Nr. | Paarung                              | Erreichte Runde |
| --- | ------------------------------------ | --------------- |
| 01. | Maks Mirny Daniel Nestor             | Sieg            |
| 02. | Bob Bryan Mike Bryan                 | Finale          |
| 03. | Michaël Llodra Nenad Zimonjić        | Viertelfinale   |
| 04. | Mariusz Fyrstenberg Marcin Matkowski | Achtelfinale    |
| 05. | Robert Lindstedt Horia Tecău         | 2. Runde        |
| 06. | Mahesh Bhupathi Rohan Bopanna        | 1. Runde        |
| 07. | Leander Paes Alexander Peya          | 2. Runde        |
| 08. | Jürgen Melzer Philipp Petzschner     | Achtelfinale    |

| Nr. | Paarung                                | Erreichte Runde |
| --- | -------------------------------------- | --------------- |
| 09. | František Čermák Filip Polášek         | 2. Runde        |
| 10. | Aisam-ul-Haq Qureshi Jean-Julien Rojer | Halbfinale      |
| 11. | Santiago González Christopher Kas      | 2. Runde        |
| 12. | Eric Butorac Bruno Soares              | Achtelfinale    |
| 13. | Jonathan Erlich Andy Ram               | 2. Runde        |
| 14. | Daniele Bracciali Potito Starace       | Halbfinale      |
| 15. | Scott Lipsky Rajeev Ram                | Achtelfinale    |
| 16. | Juan Sebastián Cabal Robert Farah      | Achtelfinale    |

## Damendoppel
Setzliste
| Nr. | Paarung                                   | Erreichte Runde |
| --- | ----------------------------------------- | --------------- |
| 01. | Liezel Huber Lisa Raymond                 | 1. Runde        |
| 02. | Květa Peschke Katarina Srebotnik          | Viertelfinale   |
| 03. | Vania King Jaroslawa Schwedowa            | Viertelfinale   |
| 04. | Sara Errani Roberta Vinci                 | Sieg            |
| 05. | Andrea Hlaváčková Lucie Hradecká          | Halbfinale      |
| 06. | Jekaterina Makarowa Jelena Wesnina        | Viertelfinale   |
| 07. | Marija Kirilenko Nadja Petrowa            | Finale          |
| 08. | Iveta Benešová Barbora Záhlavová-Strýcová | 1. Runde        |
| 09. | Natalie Grandin Vladimíra Uhlířová        | 2. Runde        |

| Nr. | Paarung                                            | Erreichte Runde |
| --- | -------------------------------------------------- | --------------- |
| 10. | Raquel Kops-Jones Abigail Spears                   | 2. Runde        |
| 11. | Anabel Medina Garrigues Arantxa Parra Santonja     | Achtelfinale    |
| 12. | Nuria Llagostera Vives María José Martínez Sánchez | Halbfinale      |
| 13. | Swetlana Kusnezowa Wera Swonarjowa                 | Rückzug         |
| 14. | Jarmila Gajdošová Anastassija Rodionowa            | Viertelfinale   |
| 15. | Bethanie Mattek-Sands Sania Mirza                  | 1. Runde        |
| 16. | Marina Eraković Monica Niculescu                   | 2. Runde        |
| 17. | Gisela Dulko Paola Suárez                          | 2. Runde        |

## Mixed
Setzliste
| Nr. | Paarung                           | Erreichte Runde |
| --- | --------------------------------- | --------------- |
| 01. | Liezel Huber Maks Mirny           | Viertelfinale   |
| 02. | Květa Peschke Mike Bryan          | Viertelfinale   |
| 03. | Katarina Srebotnik Nenad Zimonjić | Achtelfinale    |
| 04. | Lisa Raymond Rohan Bopanna        | 1. Runde        |

| Nr. | Paarung                                | Erreichte Runde |
| --- | -------------------------------------- | --------------- |
| 05. | Jelena Wesnina Leander Paes            | Halbfinale      |
| 06. | Nadja Petrowa Daniel Nestor            | 1. Runde        |
| 07. | Sania Mirza Mahesh Bhupathi            | Sieg            |
| 08. | Andrea Hlaváčková Aisam-ul-Haq Qureshi | 1. Runde        |

## Junioreneinzel
Setzliste
| Nr. | Spieler          | Erreichte Runde |
| --- | ---------------- | --------------- |
| 01. | Luke Saville     | Viertelfinale   |
| 02. | Gianluigi Quinzi | Achtelfinale    |
| 03. | Liam Broady      | Achtelfinale    |
| 04. | Kaichi Uchida    | 1. Runde        |
| 05. | Filip Peliwo     | Finale          |
| 06. | Kimmer Coppejans | Sieg            |
| 07. | Nikola Milojević | 1. Runde        |
| 08. | Mitchell Krueger | Halbfinale      |

| Nr. | Spieler                  | Erreichte Runde |
| --- | ------------------------ | --------------- |
| 09. | Mateo Nicolás Martínez   | Achtelfinale    |
| 10. | Joshua Ward-Hibbert      | 1. Runde        |
| 11. | Adam Pavlásek            | Halbfinale      |
| 12. | Mackenzie McDonald       | 1. Runde        |
| 13. | Andrew Harris            | 2. Runde        |
| 14. | Frederico Ferreira Silva | 2. Runde        |
| 15. | Stefano Napolitano       | 2. Runde        |
| 16. | Daniel Masur             | 1. Runde        |

## Juniorinneneinzel
Setzliste
| Nr. | Spielerin               | Erreichte Runde |
| --- | ----------------------- | --------------- |
| 01. | Taylor Townsend         | Achtelfinale    |
| 02. | Annika Beck             | Sieg            |
| 03. | Jelisaweta Kulitschkowa | 1. Runde        |
| 04. | Irina Chromatschowa     | 1. Runde        |
| 05. | Kateřina Siniaková      | Viertelfinale   |
| 06. | Anna Danilina           | 2. Runde        |
| 07. | Eugenie Bouchard        | Achtelfinale    |
| 08. | Donna Vekić             | 2. Runde        |

| Nr. | Spielerin           | Erreichte Runde |
| --- | ------------------- | --------------- |
| 09. | Chalena Scholl      | Viertelfinale   |
| 10. | Sachia Vickery      | 1. Runde        |
| 11. | Montserrat González | Achtelfinale    |
| 12. | Anett Kontaveit     | Halbfinale      |
| 13. | Darja Gawrilowa     | 1. Runde        |
| 14. | Maria Ines Deheza   | 1. Runde        |
| 15. | Belinda Bencic      | 1. Runde        |
| 16. | Allie Kiick         | Viertelfinale   |

## Juniorendoppel
Setzliste
| Nr. | Paarung                                   | Erreichte Runde |
| --- | ----------------------------------------- | --------------- |
| 01. | Liam Broady Joshua Ward-Hibbert           | Viertelfinale   |
| 02. | Nikola Milojević Frederico Ferreira Silva | Viertelfinale   |
| 03. | Julien Cagnina Luke Saville               | Achtelfinale    |
| 04. | Karim Hossam Filip Peliwo                 | 1. Runde        |

| Nr. | Paarung                                     | Erreichte Runde |
| --- | ------------------------------------------- | --------------- |
| 05. | Juan Ignacio Galarza Mateo Nicolás Martínez | 1. Runde        |
| 06. | Mackenzie McDonald Spencer Papa             | 1. Runde        |
| 07. | Adam Pavlásek Václav Šafránek               | Finale          |
| 08. | Luke Bambridge Kaichi Uchida                | Achtelfinale    |

## Juniorinnendoppel
Setzliste
| Nr. | Paarung                              | Erreichte Runde |
| --- | ------------------------------------ | --------------- |
| 01. | Eugenie Bouchard Taylor Townsend     | Halbfinale      |
| 02. | Darja Gawrilowa Irina Chromatschowa  | Sieg            |
| 03. | Ilka Csoregi Jelisaweta Kulitschkowa | 1. Runde        |
| 04. | Françoise Abanda Sachia Vickery      | Viertelfinale   |

| Nr. | Paarung                                 | Erreichte Runde |
| --- | --------------------------------------- | --------------- |
| 05. | Annika Beck Kyle McPhillips             | Achtelfinale    |
| 06. | Montserrat González Beatriz Haddad Maia | Finale          |
| 07. | Krista Hardebeck Chalena Scholl         | 1. Runde        |
| 08. | Sabina Sharipova Carol Zhao             | 1. Runde        |

## Herreneinzel-Rollstuhl
Setzliste
| Nr. | Spieler          | Erreichte Runde |
| --- | ---------------- | --------------- |
| 01. | Maikel Scheffers | Erste Runde     |
| 02. | Stéphane Houdet  | Sieg            |

## Dameneinzel-Rollstuhl
Setzliste
| Nr. | Spielerin      | Erreichte Runde |
| --- | -------------- | --------------- |
| 01. | Esther Vergeer | Sieg            |
| 02. | Aniek van Koot | Finale          |

## Herrendoppel-Rollstuhl
Setzliste
| Nr. | Paarung                          | Erreichte Runde |
| --- | -------------------------------- | --------------- |
| 01. | Stéphane Houdet Maikel Scheffers | Halbfinale      |
| 02. | Robin Ammerlaan Ronald Vink      | Halbfinale      |

## Damendoppel-Rollstuhl
Setzliste
| Nr. | Paarung                         | Erreichte Runde |
| --- | ------------------------------- | --------------- |
| 01. | Annick Sevenans Sharon Walraven | Halbfinale      |
| 02. | Marjolein Buis Esther Vergeer   | Sieg            |